# Xyris popeana
Xyris popeana är en gräsväxtart som beskrevs av Stanisław Lisowski. Xyris popeana ingår i släktet Xyris och familjen Xyridaceae. IUCN kategoriserar arten globalt som otillräckligt studerad. Inga underarter finns listade i Catalogue of Life.